# Neoregelia gavionensis
Neoregelia gavionensis är en gräsväxtart som beskrevs av Gustavo Martinelli och Elton Martinez Carvalho Leme. Neoregelia gavionensis ingår i släktet Neoregelia och familjen Bromeliaceae. Inga underarter finns listade i Catalogue of Life.